# Blodmjöl
Blodmjöl är ett proteinrikt gödsel, som även fungerar avskräckande på rådjur och kaniner. Det framställs genom att blod från slaktdjur torkas och därefter pulvriseras.
Ursprungligen har det främst använts som fodertillskott för nötkreatur, svin och höns.